# Ясак

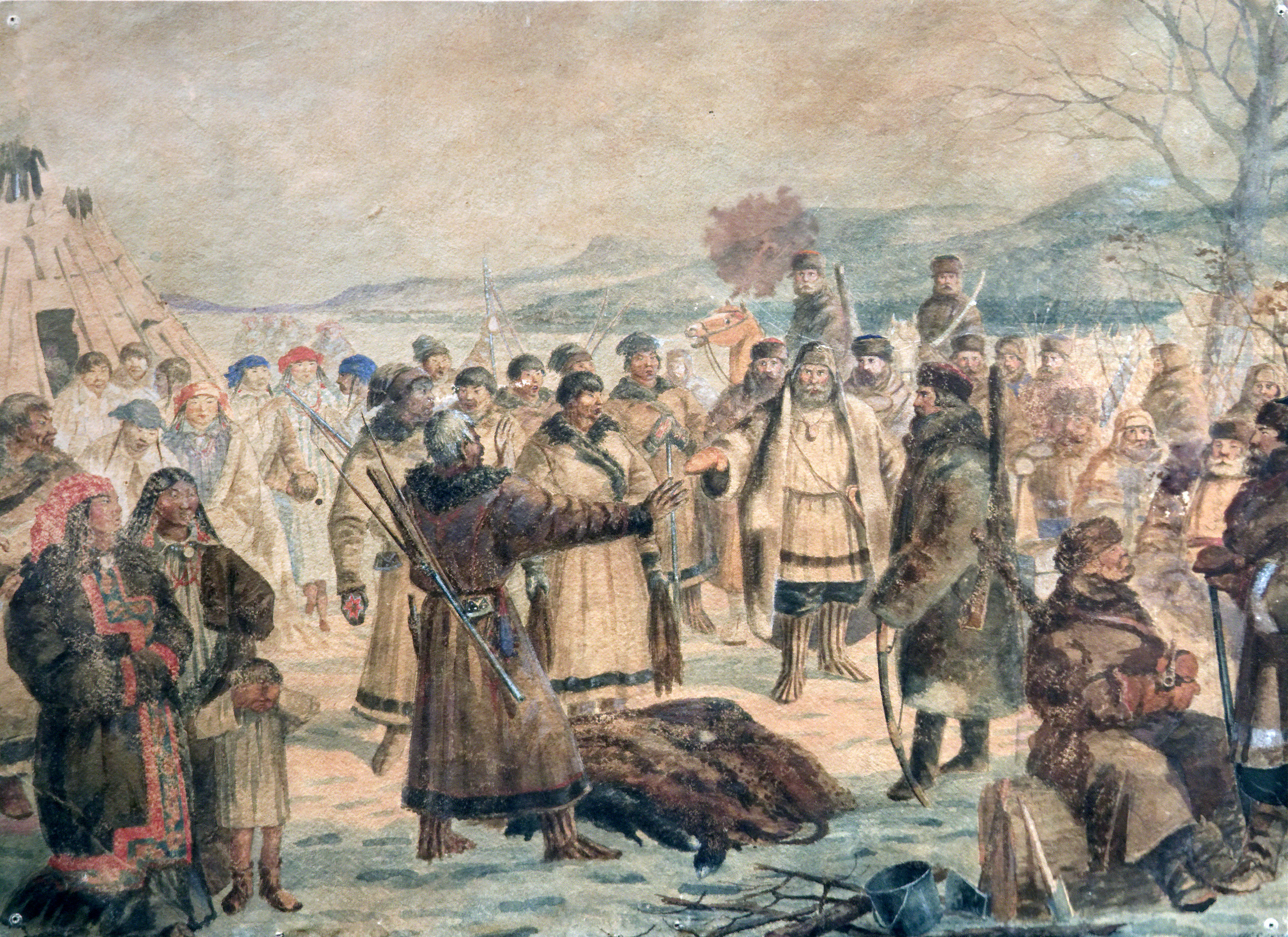
Збір ясака

Яса́к (монг. засаг «влада», тат. ясак «натуральні податі», башк. яһаҡ «податок») — у XV—на початку XX століття натуральний податок з народів Сибіру і Півночі в Росії, головним чином хутром. До початку XVIII століття стягувався також з народів Надволжя.